# 乡御前
乡御前（1168年—1189年6月15日），在故乡川越市被称为京姫，平安时代后期及镰仓时代初期女性，武藏國豪族，河越重賴之女，出身于川越市。其母亲是源赖朝的乳母比企尼的次女河越尼。郷御前是源义经的正室，根据源赖朝的命令嫁入源义经，在源赖朝与源义经对立后跟随源义经逃亡。在源义经的所有左右和家臣战死后，源义经为避免妻儿受辱，拔刀刺杀了乡御前与爱女龜鶴御前并切腹自尽，乡御前成为了与源义经共度最后一刻的人。
乡御前本名不明，其在本文中的称呼实系传说产物。其“京姫”的称呼来自于其被出嫁至京城。